# Dance Again (canción)
«Dance Again» es una canción de la cantante y actriz estadounidense Selena Gomez de su álbum Rare. Se lanzó el 26 de marzo de 2020 a través de Interscope Records.

## Composición
«Dance Again», es una canción pop con mezcla de múltiples géneros, incluyendo funk, dance, electro, y  electropop. Abarca una infecciosa melodía, sintetizadores borrosos y una línea de bajo. La canción escrita por la propia Gómez junto a Caroline Ailin, Mattias Larsson, Robin Fredkrisson y Justin Tranter.

## Promoción
«Dance Again» estaba programado para promocionar la cobertura de CBS Sports y Turner Sports del Torneo 2020 de la NCAA. Sin embargo, la canción nunca se usó, ya que el torneo se canceló debido a las preocupaciones causadas por la pandemia del COVID-19.
Gomez anunció que una parte de los ingresos del tema se destinaría al Fondo de Ayuda MusiCares COVID-19.

## Vídeo musical
El vídeo musical se estrenó el 26 de marzo de 2020 y en él se ve a la cantante con vestido blanco y un peinado rizado. Con un ritmo alegre, Selena se muestra con mucha más seguridad y confianza al interpretar el tema.

## Posicionamiento en listas
| Listas (2020)                           | Mejor posición |
| --------------------------------------- | -------------- |
| Canadá (Canadian Hot 100)               | 96             |
| Estados Unidos (Bubbling Under Hot 100) | 19             |
| Nueva Zelanda Hot Singles (RMNZ)        | 14             |
| Portugal (AFP)                          | 124            |
| Rusia Airplay (Tophit)                  | 13             |